# Python Software Foundation License
La Python Software Foundation License (PSFL) est une licence libre semblable à la licence BSD. Elle est principalement utilisée par l'interpréteur officiel du langage de programmation Python.
Il existe deux types bien distincts de licences Python :
- Licence de Python 2.0.1, 2.1.1, et nouvelles versions : licence libre et compatible GPL[2].
- Licence de Python 1.6b1 à 2.0 et 2.1 : licence libre mais incompatible GPL[3]. La principale incompatibilité provient du fait que la licence Python est régie par les lois de l'État de Virginie, ce que ne permet pas la GPL.